# Trechaleoides biocellata
Trechaleoides biocellata là một loài nhện trong họ Trechaleidae.
Loài này thuộc chi Trechaleoides. Trechaleoides biocellata được Cândido Firmino de Mello-Leitão miêu tả năm 1926.